# 呂梁県
呂梁県（りょりょうけん）は中華人民共和国山西省にかつて存在した県。現在の臨汾市大寧県及び隰県に相当する。
1950年、大寧県と隰県が統合して設置された隰寧県を前身とする。同年蒲県、永和県、石楼県と統合され呂梁県と改称された。1961年に廃止とされた。